# Corda Campus
De Corda Campus is een van de grootste technologie- en innovatiecampussen in de Euregio Maas-Rijn, gelegen in Hasselt, België. De campus huisvest momenteel 250 bedrijven op een site van 14 hectare en biedt werkgelegenheid aan ongeveer 5.000 personen.

## Geschiedenis
De campus vindt zijn oorsprong in de voormalige Philipssite in Hasselt. In 2005 werd het project "Research Campus Hasselt II" geïnitieerd om de verouderde Philips-gebouwen te vervangen en jonge ingenieurs aan te trekken. In 2009 nam de  Limburgse Reconversiemaatschappij (LRM) de volledige controle over het project en doopte het om tot de Corda Campus.

## Faciliteiten en infrastructuur
De campus bestaat uit negen bedrijfsgebouwen, waaronder:
- Corda 1: Een iconisch gebouw met een schuin groendak
- Corda 2 en 3: Later toegevoegde gebouwen
- Corda 4, 5 en 6: Uitgebreide bestaande gebouwen
- Hal A en Hal B: Verder ontwikkelde hallen

De campus beschikt over meer dan 3300 parkeerplaatsen, inclusief laadpunten voor elektrische voertuigen en deelwagens. Daarnaast ligt de campus langs het station van Kiewit.
In januari 2015 werden na enkele sneeuwbuien de daken van de Corda Campus tijdelijk gebruikt als ski- en snowboardpiste. Daarnaast wordt een deel van het dak van de Corda Campus gebruikt als wijgaard sinds 2023, in samenwerking met de Universiteit Hasselt.

## Economische impact
De campus heeft zich ontwikkeld tot één van de vlaggenschepen van de Limburgse economie, met een tewerkstelling die vergelijkbaar is met de gloriejaren van Philips in Hasselt.
Vanwege de impact op Midden-Limburg, wordt er door LRM, de Provinciale Ontwikkelingsmaatschappij (POM) Limburg, Profel en de gemeente Pelt gewerkt aan een spin-off van de Corda Campus, genaamd Campus Noord. De investering van 1,9 miljoen euro zou op termijn 3.000 nieuwe banen creëren en opgeleverd worden in 2027.

## Toekomstige ontwikkelingen
Een Masterplan 2.0 werd ontwikkeld, met als eerste concrete realisatie de Corda Arena. Dit hypermoderne multifunctionele digitale complex van 10.000m² zal ruimte bieden aan zakelijke evenementen en congressen voor maximaal 4.000 mensen. De opening is gepland voor 2025.
Daarbovenop wordt de Corda Campus uitgebreid met 9 extra hectare, tezamen met een investering van €310 miljoen, waarbij nieuwe kantoorclusters, datacenters, box-in-box clean rooms, B2B showrooms, business flats en corporate brand offices worden bijgebouwd. Het stationsplein van het station van Kiewit krijgt hierbij ook een upgrade. Er werd gedacht aan het inrichten van een internationale school, maar deze komt er voorlopig niet tot er meer expats aangetrokken worden.